# Список умерших в 554 году

## Март
- 2 марта — Жауа Бретонский, святой из Бретани.

## Апрель
- 2 апреля — Виктор, святой епископ Капуи (551—554).

## Июнь
- Аль-Мунзир III, царь (малик) государства Лахмидов (512/513—554).

## Дата смерти неизвестна или требует уточнения
- Агила I, король вестготов (549—554).
- Букцелен, герцог Алеманнии (547/548—554), участник Готских войн.
- Леутари I, герцог Алеманнии (536—554), участник Готских войн.
- Фэй-ди, император китайско-сяньбийской династии Западная Вэй.